# Сантуарий Мадонны делла Корона
Сантуарий Мадонны делла Корона (итал. Santuario della Madonna della Corona) — сантуарий (святилище), расположенное в Италии, в селении (коммуне) Феррара-ди-Монте-Бальдо, недалеко от Спьяцци-ди-Каприно-Веронезе, в провинции и епархии Верона, область Венето. Сооружение необычно и живописно расположено в скале, недалеко от обрыва на высоте 775 метров над уровнем моря, откуда открывается вид на долину реки Адидже. Название возникло от окружающего святилище полукруглого скального основания, напоминающего корону.

## История

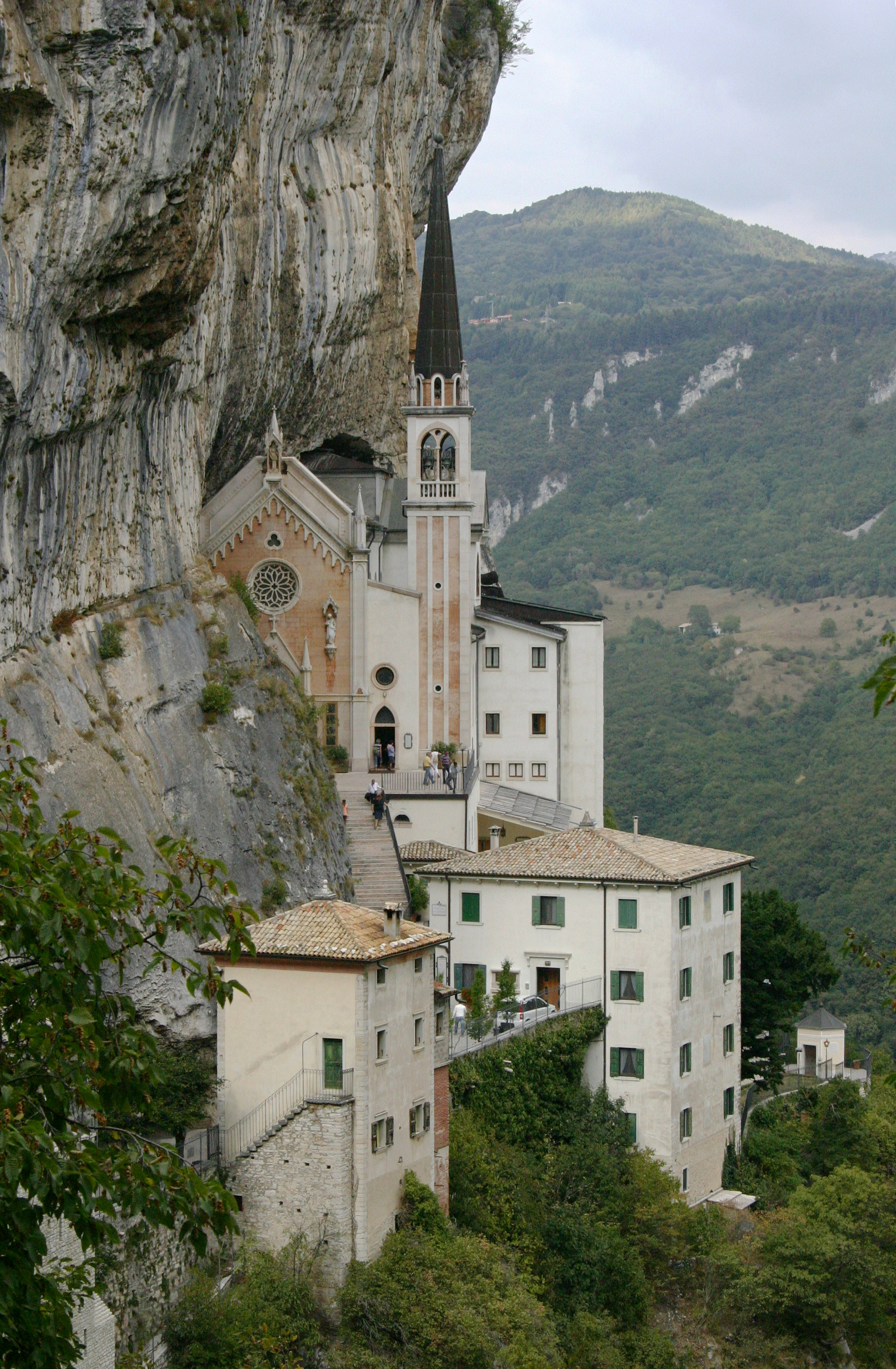
Вид на сантуарий

История строительства святилища Мадонны делла Корона восходит к местной легенде, повествующей о чудесном обнаружении статуи Пьеты на краю скалистого ущелья, которая, однако, изначально хранилась на острове Родос. Согласно этой легенде, в 1522 году, во время нашествия турок под предводительством Сулеймана Великолепного, и разграбления сокровищ острова, статуя благодаря вмешательству ангела была перенесена на гору Бальдо, где нашла убежище от посягательств. Местные жители увидели озаряющий свет и услышали ангельский хор, доносившийся со скалы. Поскольку добраться до этого места было трудно, они спустились вниз на верёвках, чтобы издали стать свидетелями чуда. Тогда было решено построить капеллу на том самом месте, где была найдена скульптура, и установить её в святилище.
История стала настолько популярной, что всё больше паломников посещали это место. Однако из-за расположения сантуария на краю скалы добраться до него было трудно, поэтому было решено проложить тропу со знаменитым «деревянным мостом» (Ponte del Tiglio) и высечь ступени в скале, чтобы облегчить паломничество.
Скорее всего, скульптурная группа была подарена храму Лодовико Кастельбарко, дворянином из Роверето, в 1432 году. Небольшая расписная каменная скульптура, по сути, относится к началу XV века, материал местный, а форма восходит к типу «Веспербильд» (нем. Vesperbilder — «Образу вечéри»), зародившемуся за Альпами.
Происхождение легенды, вероятно, связано с названием командорства рыцарей Иерусалима, известного как «Роди» (Rodi, итальянское название Родоса), которому в XV веке была поручена обитель в скалистом ущелье, посвящённая Мадонне. Место, где располагалось святилище, посещалось и ранее, в XI и XII веках. В форме скита здесь жили отшельники, связанные с аббатством Сан-Дзено Маджоре в Вероне.
В 1437 году монастырь перешёл к рыцарям Мальтийского ордена, которые управлял им до 1806 года, когда он перешёл к Веронской епархии. С 1480 по 1522 год здесь была построена небольшая церковь площадью около 126 м². Также в XVI веке в скале были сооружены ступени и мост для облегчения доступа к месту поклонения. Церковь стала Сантуарием в 1625 году, когда мальтийские рыцари распорядились перестроить её, что было завершено в 1680 году. Церковь была переименована в Святилище Мадонны делла Корона, получив своё название от полукруглой формы окружающего её скального основания. Строительство новой церкви включало расширение предыдущей на 4 метра, которое осталось в составе пресвитерия.
В 1898 году было решено расширить строение и вывести его примерно на два метра вперёд, в сторону площади перед церковью. В 1899 году фасад был переделан в готическом стиле и украшен мрамором из Сант-Амброджио. В 1928 году был перестроен главный алтарь. В Юбилейный 1975 год Католической церкви начались работы по обновлению святилища, углубление в скале было значительно расширено, и его площадь увеличилась с 220 м² до 600 м², длина церкви при этом стала 30 м, ширина — 20 м, а высота шпиля 18 м. Шесть Veronese колоколов, в оттенках Si Major, были объединены в 1884 году.
Святилище было освящено 4 июня 1978 года, завершение перестройки было сделано в честь визита Папы Римского Иоанна Павла II 17 апреля 1988 года (в июле 1982 года тот же папа возвел святилище в достоинство малой базилики).
Почитание Мадонны делла Корона засвидетельствовано во многих местах епархий Вероны и Виченцы, особенно в приходах Лессинии. В приходской церкви Сант-Анна-д’Альфаэдо находится картина, изображающая перемещение скульптуры Мадонны делла Корона из Родоса к скалам горы Бальдо. Однодневные паломничества отправлялись и продолжают отправляться со всей Лессинии, а двухдневные — из Виченцы, следуя определённому маршруту. Маршрут не пересекает верхнюю Лессинию с её длинными извилистыми дорогами, а выходит на крутую тропу, по которой мулы ведут к бассейну Парпари, и входит в Веронские горы за Корни через Сан-Джорджо-ди-Боско, Кьезануова и Подестерию-ди-Эрбеццо. От перевала Фиттанце маршрут спускается через перевал Лиана к Фоссе, последнему населённому пункту в Лессинии, возвышающемуся над горой Бальдо. На перевале Фиттанце паломникам из Виченцы традиционно предлагают традиционные сладости.

## Архитектура и произведения искусства Сантуария
Площадь здания составляет 600 м², длина — 30 м, ширина — 20 м, Его купол высотой 18 м. Фасад выполнен в неоготическом стиле, украшен мрамором Сант-Амброджо. Высота колокольни 33 м. Фасад имеет центральную дверь, по сторонам которой, на высоте фронтона, находятся две скульптуры каррарского мрамора работы Уго Дзаннони, изображающие Святого Иоанна Богослова и Святую Марию Магдалину. Внутри святилища также представлены произведения веронского скульптора, такие как статуя, изображающая Богоматерь Скорбящую (l’Addolorata), которая ныне находится в Капелле Исповеди (Cappella delle Confessioni). Капелла расположена под главной церковью и соединена с верхней Святой Лестницей (la Scala Santa). Собственно святилище состоит из трёх нефов, центральный из которых имеет высоту 16 м. Стена левого нефа и апсида полностью вырыты в скале. Здесь представлены изображения Святой Плащаницы и «Благоухающего камня» — мраморной плиты, пропитанной нардовым маслом «помазания», одного из символов христианской веры.
Статуя Мадонны делла Корона, подаренная Лодовико Кастельбарко, расположена над главным алтарём. Высота скульптуры составляет 70 см, на ней имеется латинская надпись «HOC OPUS FECIT FIERI LODOVICUS D CASTROBARCO D 1432», дающая точную дату создания этого произведения. Внутри святилища находятся 167 вотивных даров, самый старый из которых датируется 1547 годом. Там же имеется фреска с изображением Мадонны с Младенцем, относящаяся к XIII веку. Это древнейшее священное изображение, почитаемое в святилище.

## Святилище благоговения
Рядом со святилищем находится также «Святилище благоговения» (Sacellum pietatis) – небольшой шестиугольный храм. Здание стоит на том самом месте, где, согласно преданию, была найдена скульптура Мадонны.

## Путь к святилищу
Как и в Сакро-Монте-ди-Варалло путь к святилищу отмечен скульптурно оформленными символическими четырнадцатью «остановками» (Stazione) Крестного пути — Христа, несущего Свой крест на Голгофу, — воспроизведение Крестного пути (лат. Via Crucis) а Иерусалиме, работа веронского архитектора и скульптора Раффаэле Боненте. Он также создал панели на главном алтаре, панель Благовещения на кафедре и Христа в баптистерии. Он также создал все витражи, изображающие тайны Святого Розария, и большое окно в форме полумесяца с литаниями, посвящёнными Марии, Царице Небесной, а также Капеллу Поклонения с её витражами.
Сантуарий является также конечной точкой в так называемом «Пути двух святилищ», который начинается в церкви Пьеве-ди-Кьямпо, пересекает семь долин Венецианских Альп и заканчивается в Сантуарии Мадонны делла Корона.

## Святая лестница
Внутри церкви находится «Святая лестница» (Scala Santa), условно воспроизводящая Святую лестницу, перенесённую в Рим и расположенную рядом с базиликой Сан-Джованни-ин-Латерано (предполагается, что по этой лестнице в Иерусалиме Иисус несколько раз поднимался в день суда Понтия Пилата).

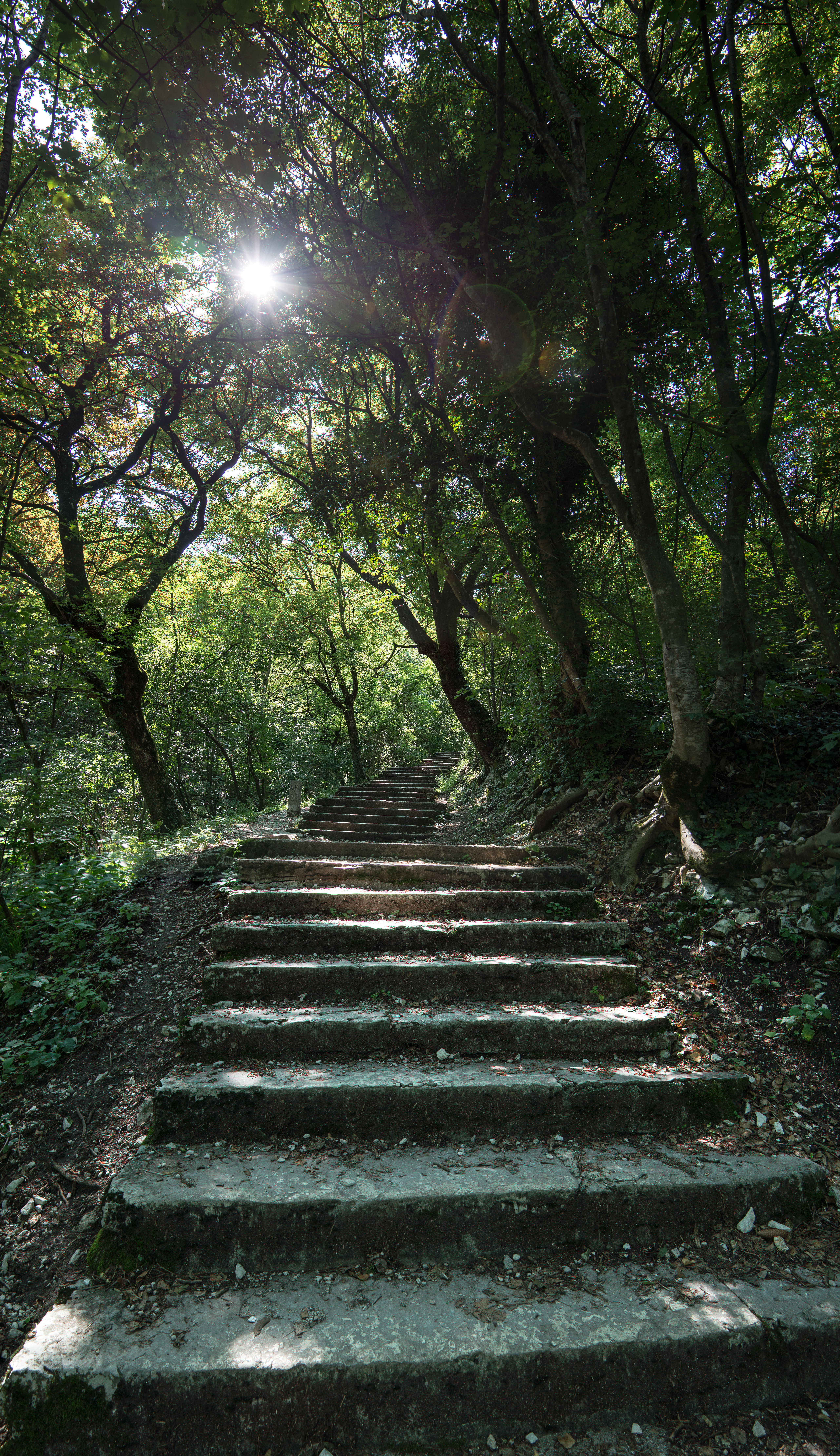
Старая лестница
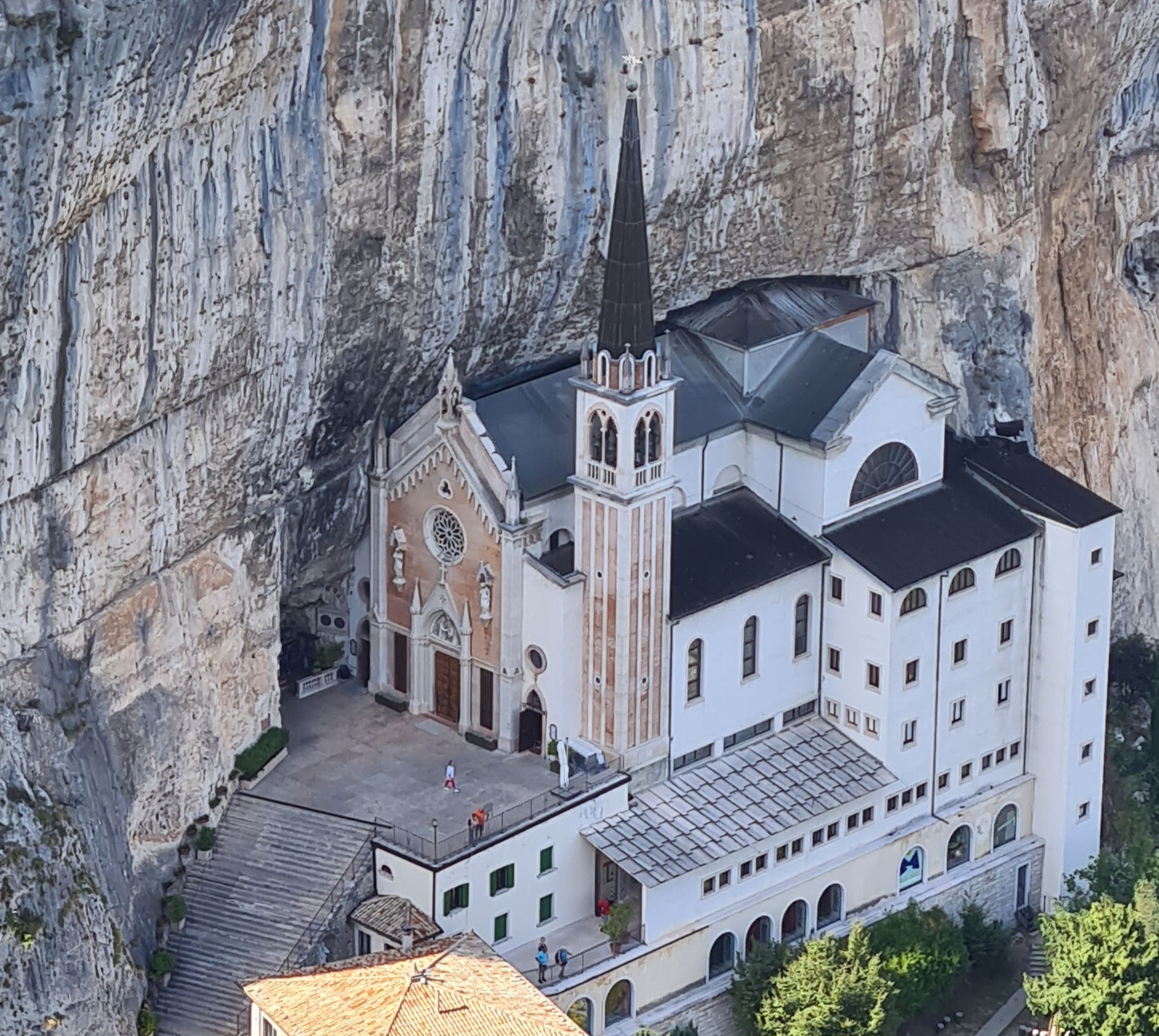
Панорама
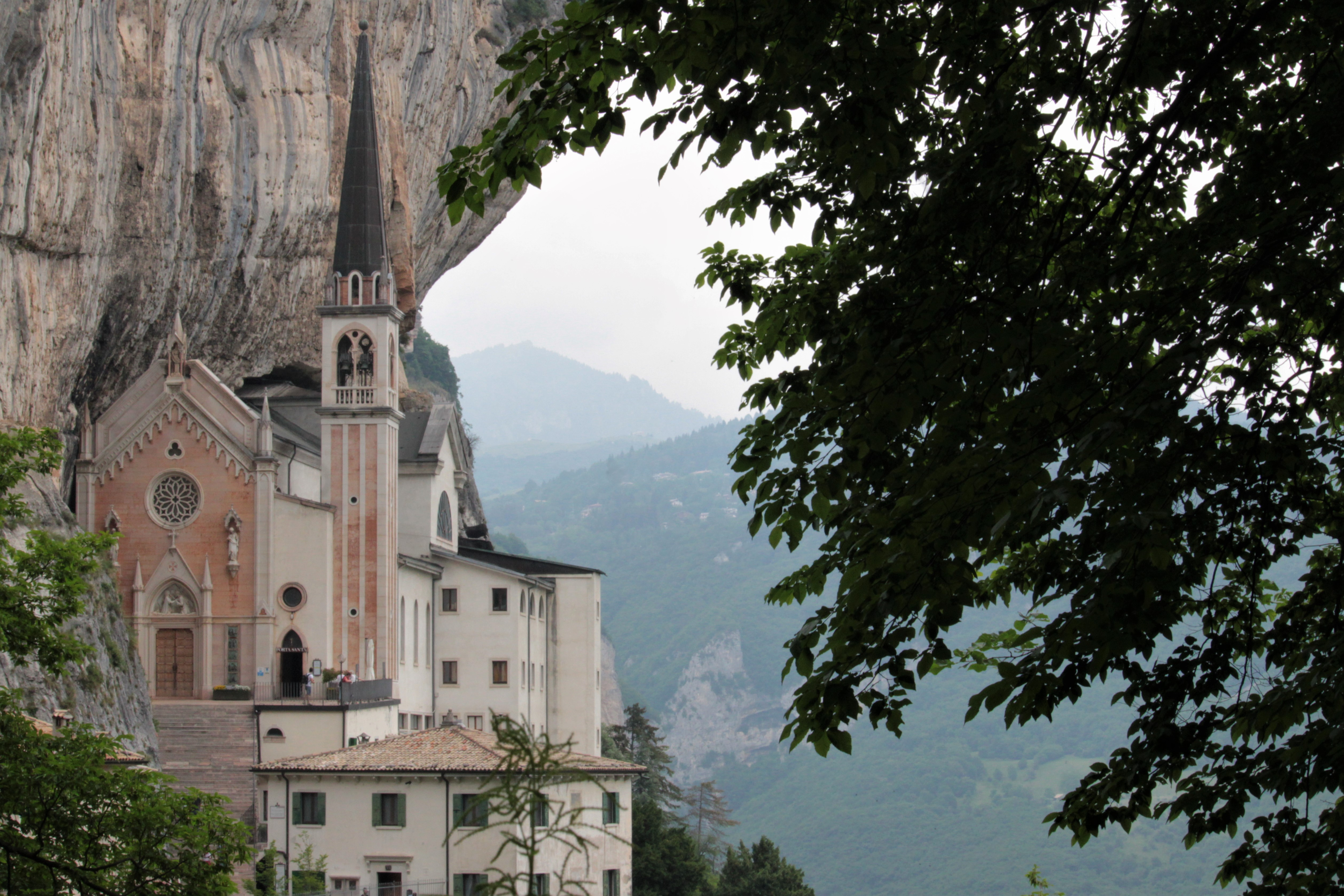
Вид церкви и колокольни
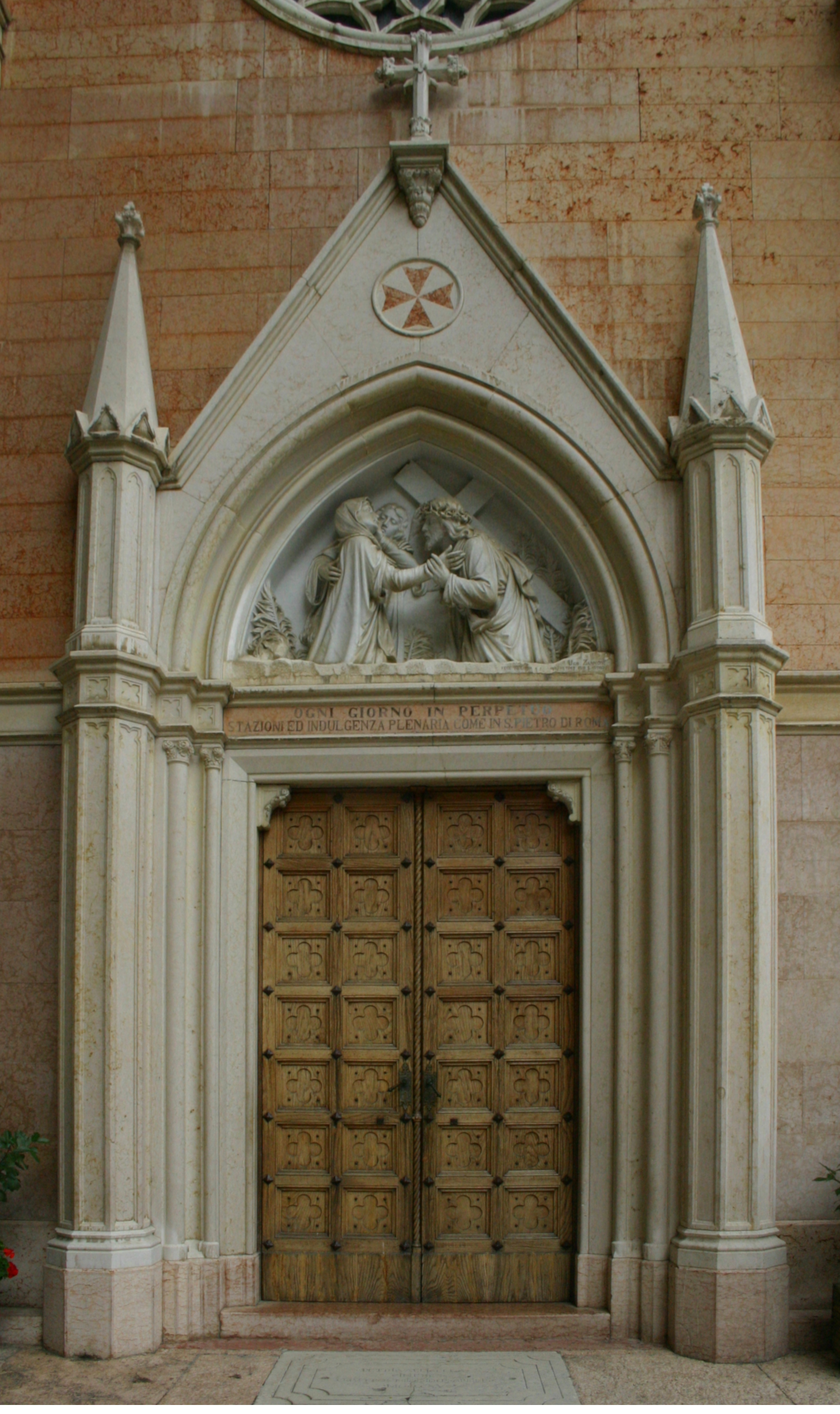
Неоготический портал
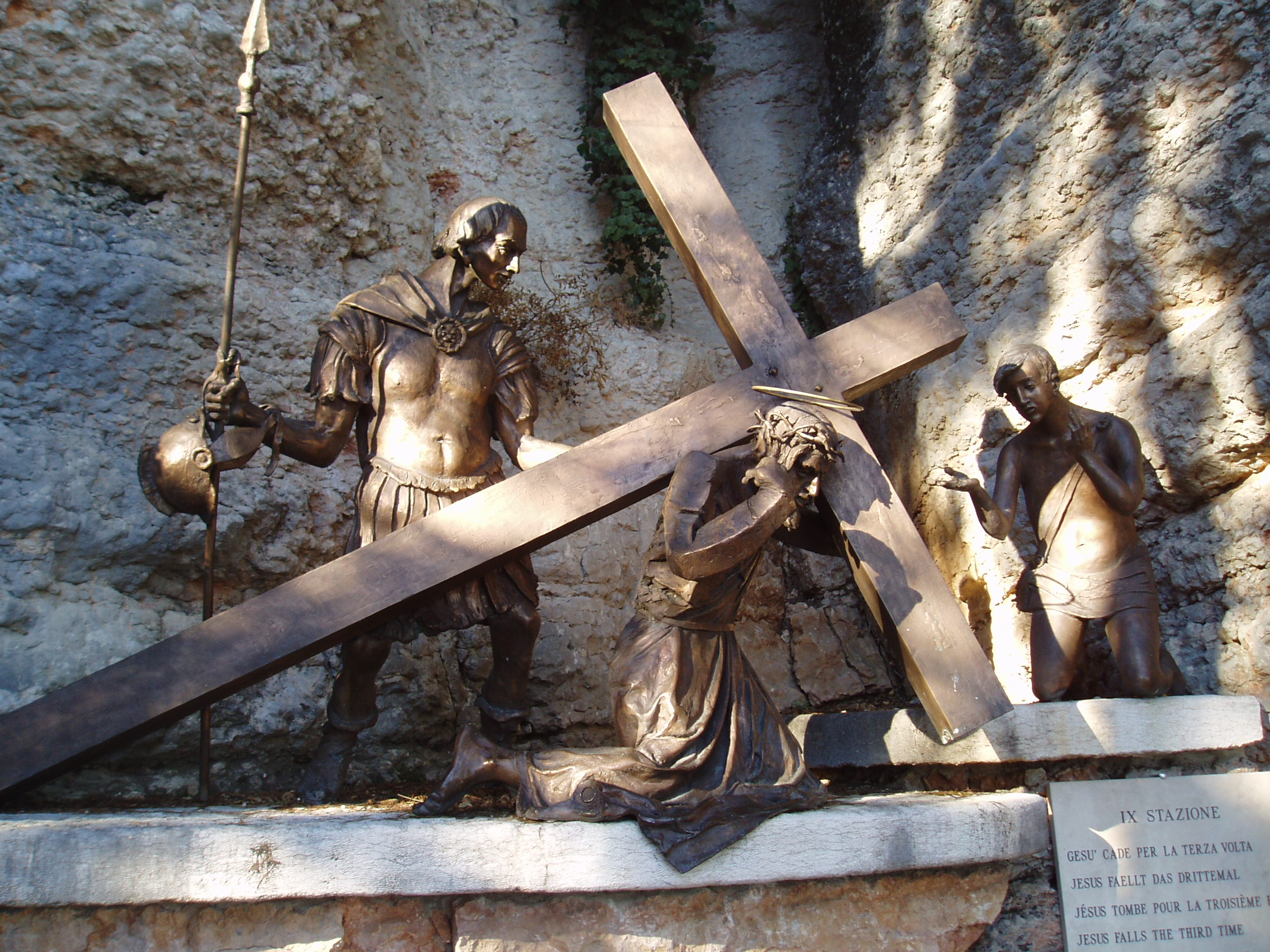
X Остановка Крестного пути
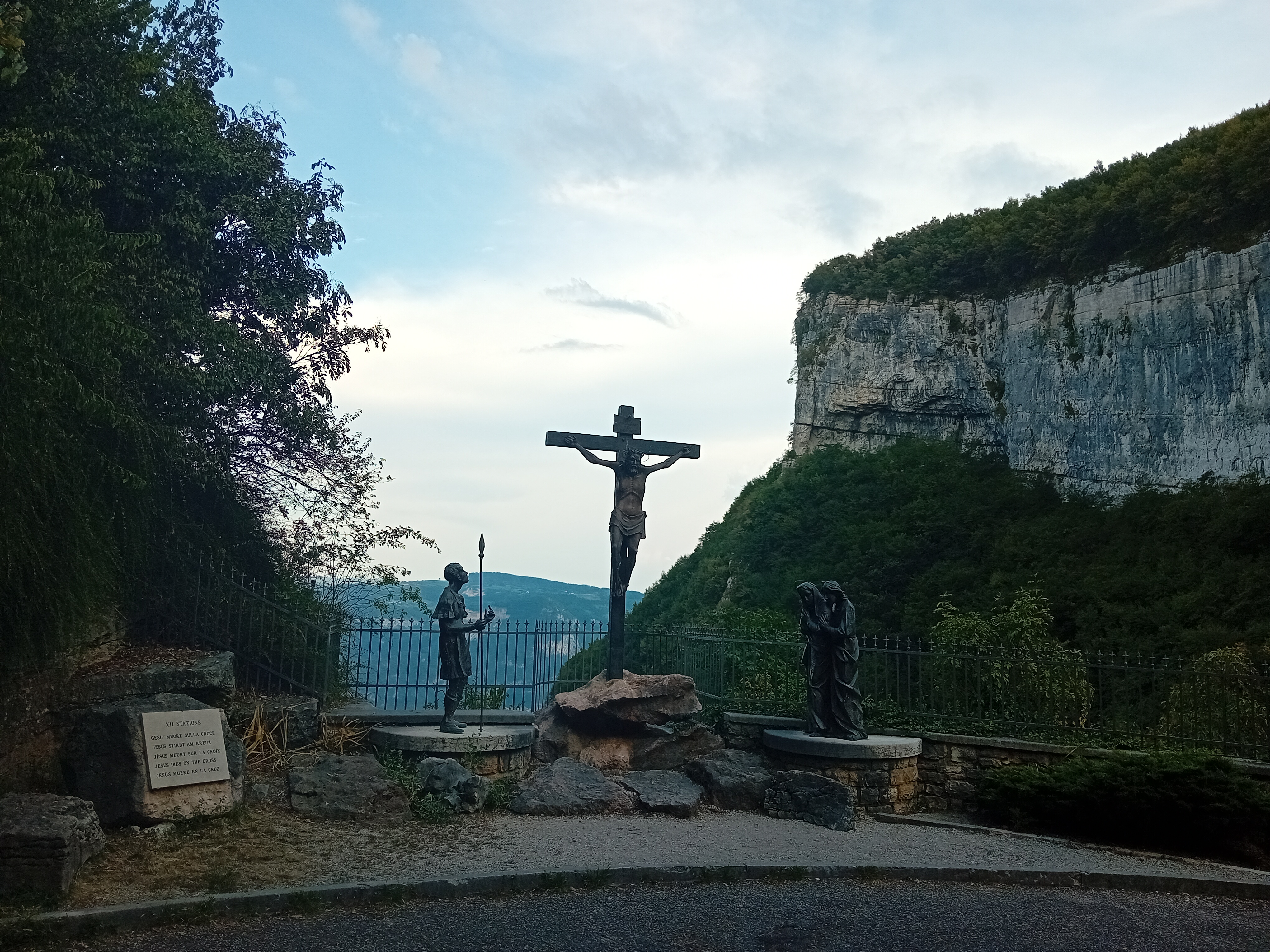
XII Остановка Крестного пути
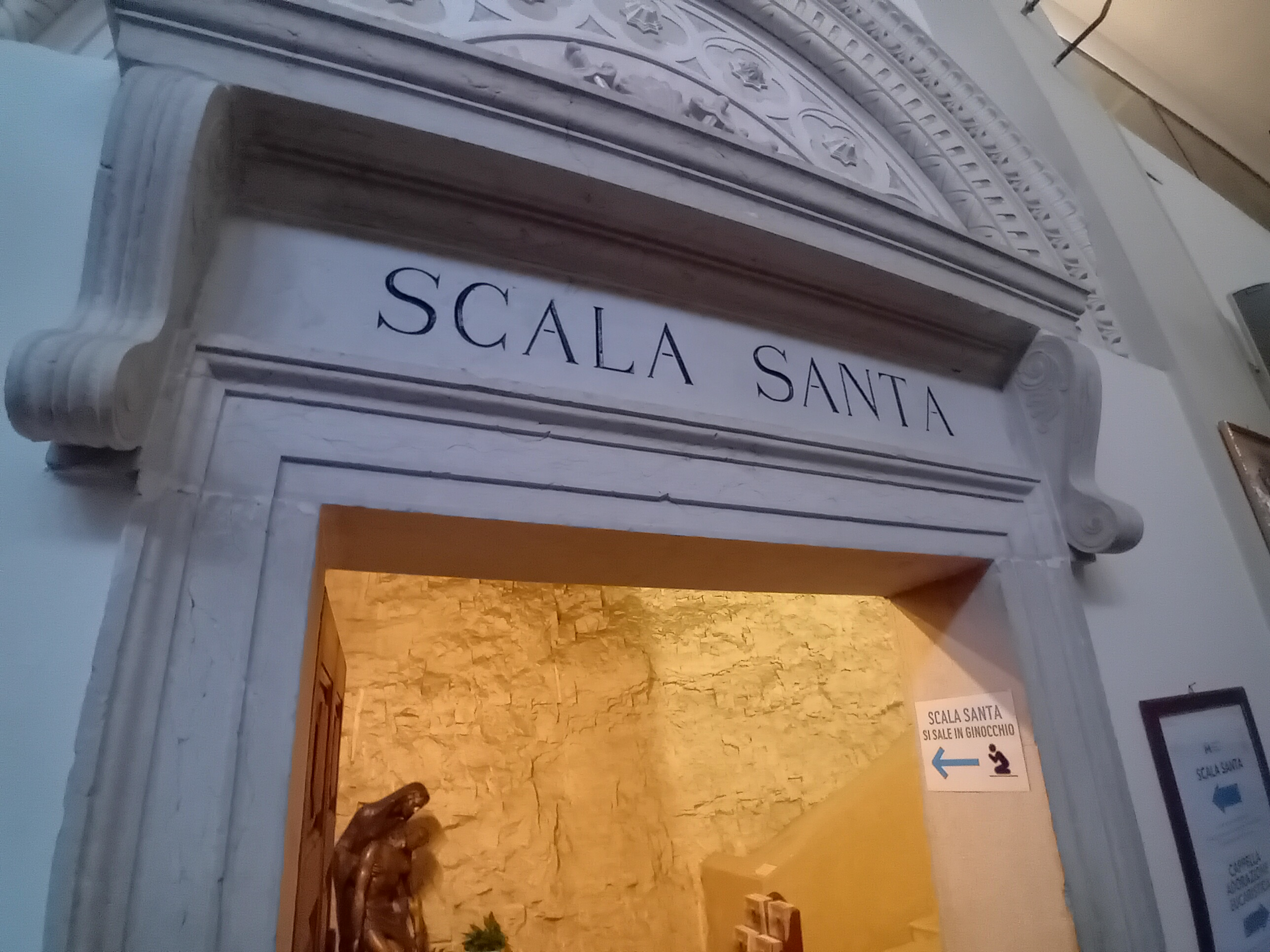
Вход на Святую лестницу
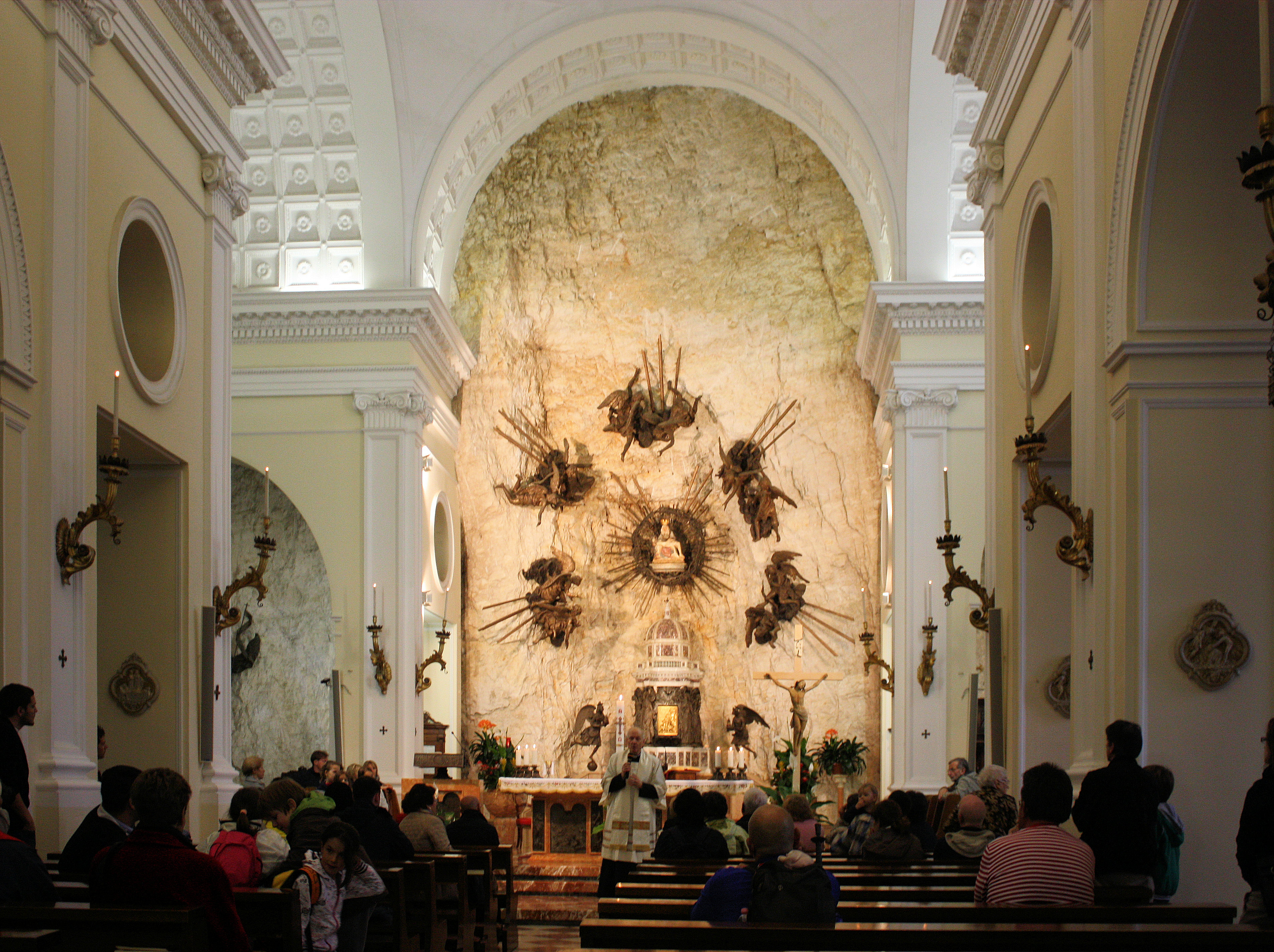
Интерьер церкви
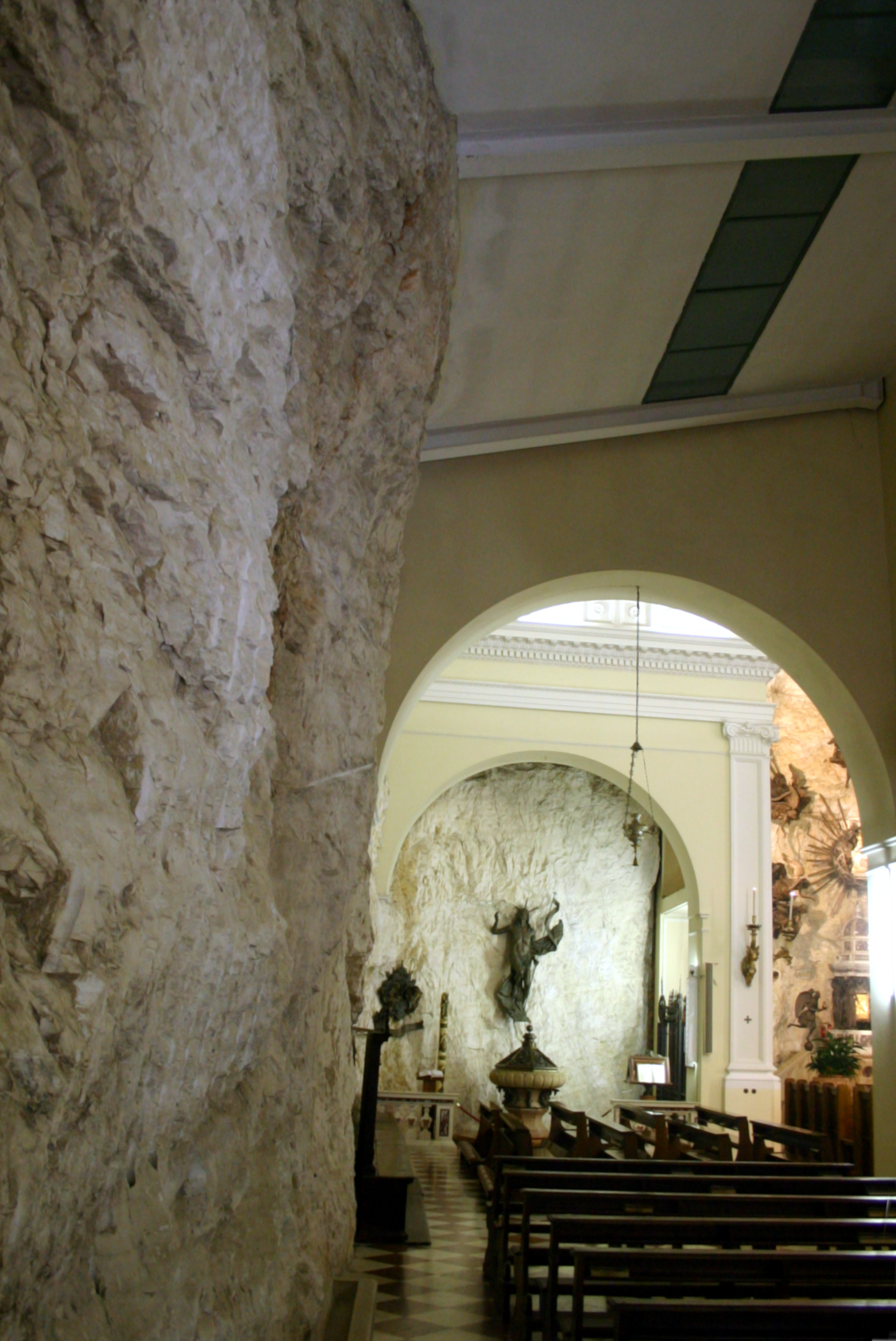
Западная стена церкви
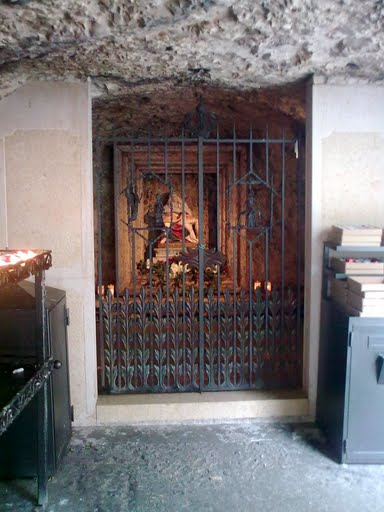
Сантуарий
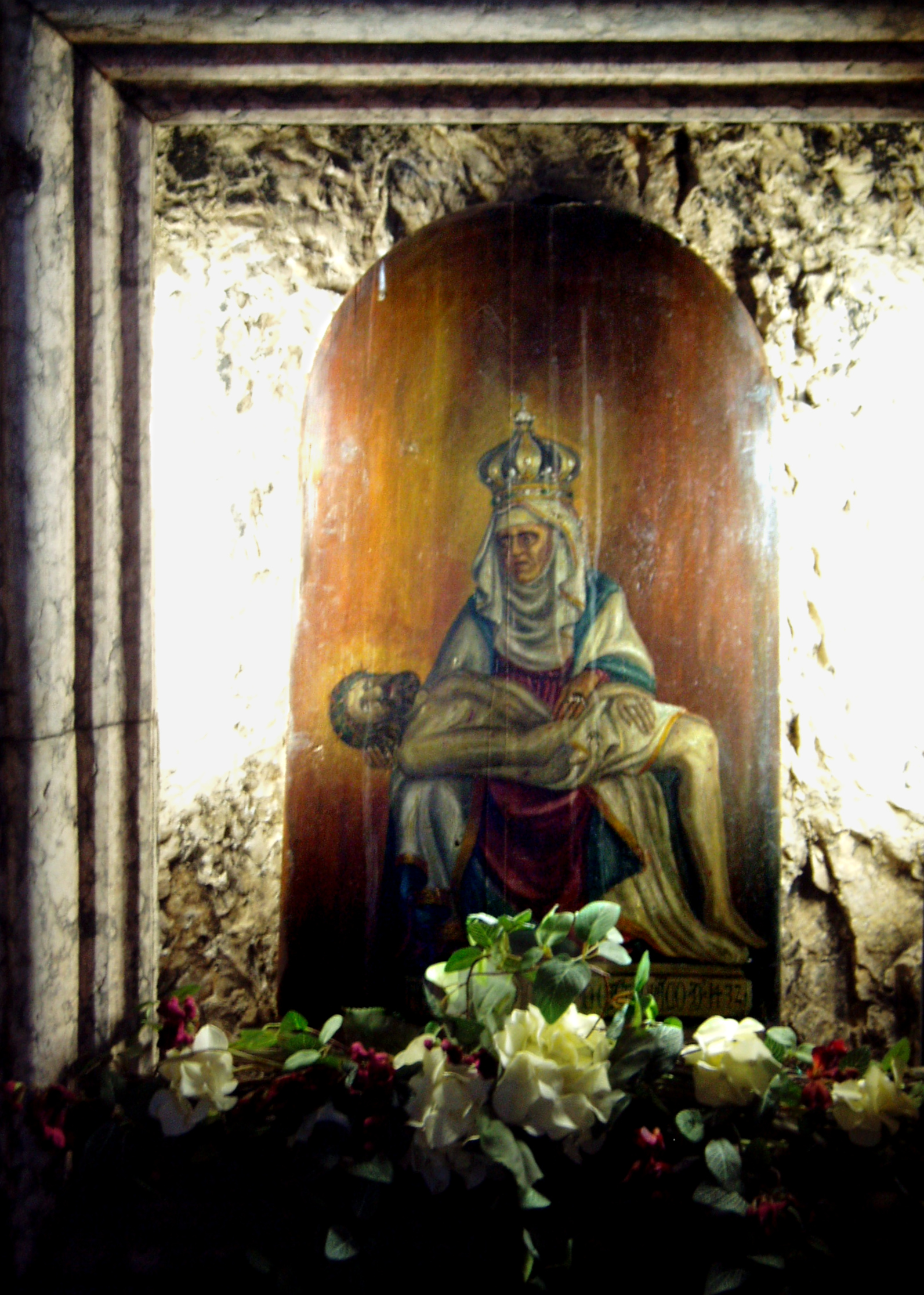
Мадонна делла Корона. «Образ Веспербильд», или «Горизонтальная Пьета»
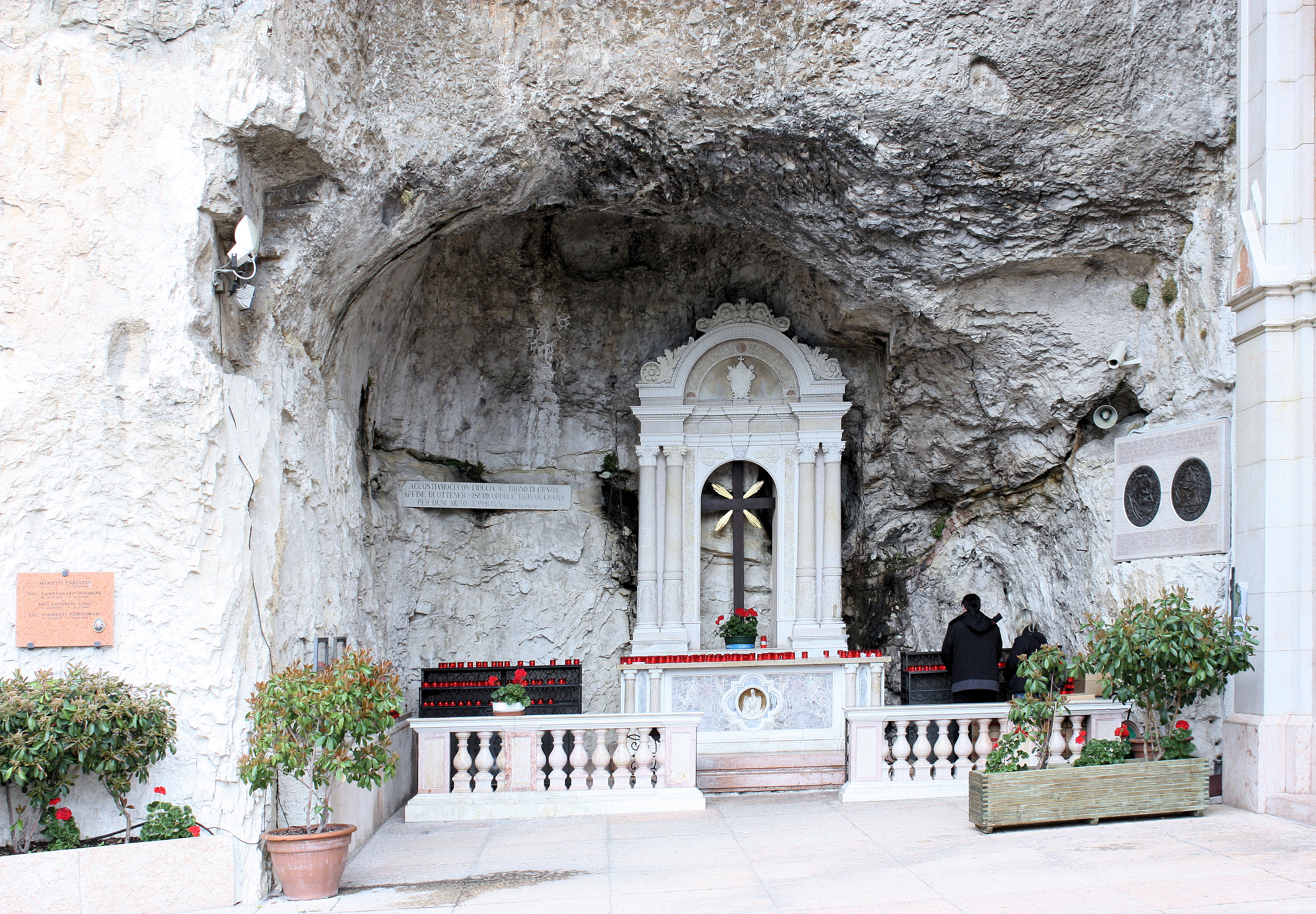
Грот